# 岡田勢聿
岡田 勢聿（おかだ せいいち、1960年〈昭和35年〉2月2日 - ）は、日本の実業家。岡田メディカルインベストメント代表取締役。公益財団法人新日本先進医療研究財団評議員。一般社団法人自立研究会代表理事。

## 略歴
1960年福岡県福岡市生まれ。東福岡高校、福岡大学商学部卒業。1983年麻生商事（株）入社。退職後、川崎医科大学付属リハビリテーション学院作業療法学部に入学し、作業療法士国家試験に合格。白十字会で作業療法部主任を歴任して34歳で独立。1992年発達障害児施設「知徳学園」を福岡市で開設し園長を務める。その後、2005年に岡田メディカルインベストメントを設立して病院経営に参画。2025年4月、井口野間病院の理事長に就任。九州大学大学院医学研究院精神病態医学教室に専門習得生として在籍。